# Moviment de Participació Popular
El Moviment de Participació Popular (MPP) (castellà: Movimiento de Participación Popular) és un partit polític de l'Uruguai que forma part de la coalició d'esquerra del Front Ampli.
Va ser fundat el 1989 per militants del Moviment d'Alliberament Nacional - Tupamaros, entre ells, l'actual president del país, José Mujica. Hi va haver divisions respecte als camins que s'haurien de seguir durant el procés democràtic. Molts tupamaros no hi eren d'acord en participar de l'activitat política uruguaiana, tot i que una gran majoria va acordar fundar el MPP com a garantia d'èxit i per a obtenir llocs al parlament nacional.
No obstant això, el MPP no va obtenir resultats significatius per part de l'electorat fins a les dues darreres eleccions presidencials, la del 2004 i la del 2009, amb les victòries dels candidats del FA, Tabaré Vázquez i José Mujica, respectivament. Abans de les eleccions del 1999, el MPP havia format una coalició amb el MRO, d'ideologia revolucionària i comunista, amb un revitalitzat sentiment anticapitalista.
Tant el MRO com el PVP, també esquerrà, es van distanciar del MPP perquè ambdós partits sostenien que no es respectaven els principis del líder revolucionari Raúl Sendic, un dels símbols del socialisme uruguaià, en no seguir amb la política del deute extern i la reforma agrària.

## Eleccions de 2009

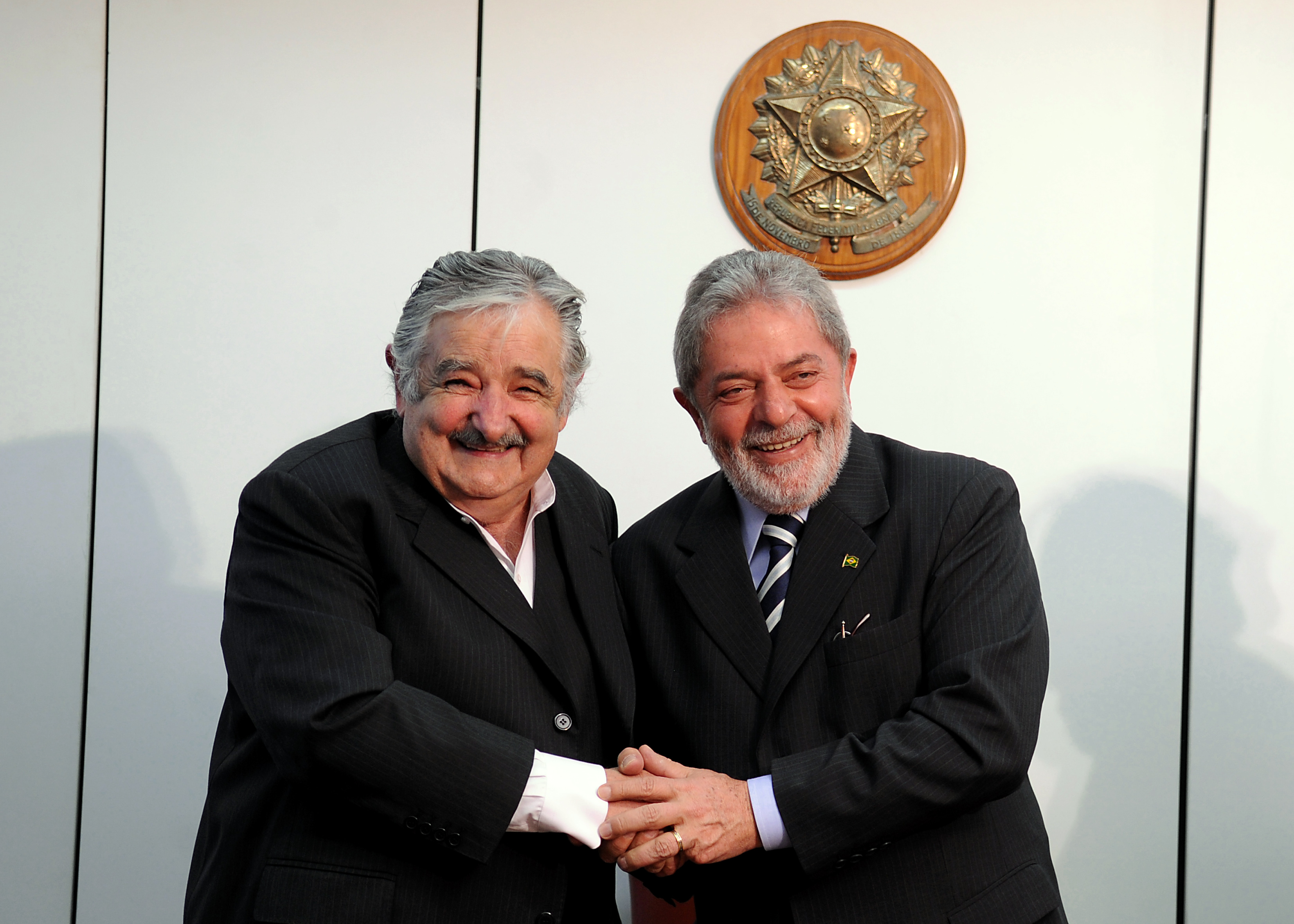
El president brasiler Lula (dreta) rep al « Pepe », sobrenom de José Mujica, exguerriller tupamaro, dirigent del MPP i candidat del Front Ampli durant les eleccions presidencials del 2009.

El MPP va obtenir un nou èxit electoral durant els comicis del 2009, romanent la força política més important del Front Ampli. José Mujica va ser elegit així com a candidat únic del FA a la presidència del país, acompanyat per Danilo Astori, del PSU. Mujica va rebre també el suport d'altres sectors del FA, com ara el Nou Espai. Mujica llavors va comunicar que se sentia orgullós d'ésser «el candidat de tots els frenteamplistas», renunciant així a la presidència del MPP per dedicar-se a la campanya electoral d'octubre. Entre altres polítics del MPP que van destacar durant les eleccions es troba la dona de Mujica, i actual primera dama, la senadora Lucía Topolansky.
El MPP-FA va aconseguir guanyar les eleccions nacionals en una segona volta el mes de novembre, derrotant el candidat conservador i expresident del país, el nacionalista Luis Alberto Lacalle.